# Млиновка (приток Стрвяжа)
Млиновка (Млынивка, укр. Млинівка) — река в Самборском районе Львовской области Украины. Правый приток реки Стрвяж (бассейн Днестра).
Длина реки 12 км, площадь бассейна 40 км². Русло слабоизвилистое, в нижнем течении канализированное и обвалованное.
Истоки реки расположены северо-западнее села Морозовичи. Течёт сначала на северо-восток, затем на юго-восток, в пределах города Самбор снова течёт на северо-восток, а в приустьевой части — на север. Впадает в Стрвяж к запад от села Бабина.
Основной приток — ручей Рудный (левый).